# Nadleśnictwo Hajnówka
Nadleśnictwo Hajnówka – jednostka organizacyjna Lasów Państwowych podległa Regionalnej Dyrekcji Lasów Państwowych w Białymstoku. Siedziba Nadleśnictwa znajduje się w Hajnówce w powiecie hajnowskim, w województwie podlaskim. Nadleśnictwo Hajnówka wchodzi w skład Leśnego Kompleksu Promocyjnego Puszcza Białowieska.
Nadleśnictwo obejmuje część powiatu hajnowskiego (gminy Hajnówka i Dubicze Cerkiewne).

## Historia
Nadleśnictwa Hajnówka, Leśna i Starzyna powstawały od 1856. W 1973 zostały one połączone w jedno Nadleśnictwo Hajnówka.

## Ochrona przyrody
Na terenie nadleśnictwa znajduje się trzynaście rezerwatów przyrody:
- Berezowo
- Dębowy Grąd
- Głęboki Kąt
- Lasy Naturalne Puszczy Białowieskiej
- Lipiny w Puszczy Białowieskiej
- Michnówka
- Nieznanowo
- Olszanka Myśliszcze
- Przewłoka
- Sitki
- Starzyna
- Szczekotowo
- Władysława Szafera

## Drzewostany
Typy siedliskowe lasów nadleśnictwa (z ich udziałem procentowym):
- lasowe 62%
- borowe 24%
- olsy 14%

Gatunki lasotwórcze lasów nadleśnictwa (z ich udziałem procentowym):
- świerk, sosna 57%
- olsza 17%
- dąb 10%
- brzoza 7%
- grab 5%
- inne gatunki 4%